# Christine Dorfinger
Christine Dorfinger (* 4. Juli 1973 in Straßwalchen) ist eine  österreichische Judoka.

## Leben
Sie war ein fester Bestandteil der österreichischen Nationalmannschaft und gewann seit 1993 elf österreichischer Meistertitel im Schwergewicht.
Sie kämpft so wie ihre Schwester für den Judoclub Straßwalchen, den ihr Vater leitet.
Ihr größter Erfolg war der zweite Rang beim Czech Cup Prag 1994 im Schwergewicht.
2005 absolvierte sie ihre Physiotherapieausbildung.

## Erfolge
Dorfinger errang alle ihre Erfolge im Schwergewicht
- 11-fache österreichische Meisterin von 1993 bis 2007[2]
- 2. Rang Czech Cup Prag 1994
- 3. Rang Swiss International Basel 1997
- 3. Rang Swiss International Basel 1994
- 3. Rang ASKÖ World Tournament Leonding 1994
- 3. Rang Swiss International Basel 1993
- 5. Rang World Masters München 1998